# Роквелл-Сіті (Айова)
Роквелл-Сіті (англ. Rockwell City) — місто (англ. city) в США, в окрузі Калгун штату Айова. Населення — 2240 осіб (2020).

## Географія
Роквелл-Сіті розташований за координатами 42°23′53″ пн. ш. 94°37′44″ зх. д. / 42.39806° пн. ш. 94.62889° зх. д. (42.398163, -94.628879).  За даними Бюро перепису населення США в 2010 році місто мало площу 10,92 км², уся площа — суходіл.

### Клімат
| Клімат : Роквелл-Сіті | Клімат : Роквелл-Сіті | Клімат : Роквелл-Сіті | Клімат : Роквелл-Сіті | Клімат : Роквелл-Сіті | Клімат : Роквелл-Сіті | Клімат : Роквелл-Сіті | Клімат : Роквелл-Сіті | Клімат : Роквелл-Сіті | Клімат : Роквелл-Сіті | Клімат : Роквелл-Сіті | Клімат : Роквелл-Сіті | Клімат : Роквелл-Сіті | Клімат : Роквелл-Сіті |
| Показник              | Січ.                  | Лют.                  | Бер.                  | Квіт.                 | Трав.                 | Черв.                 | Лип.                  | Серп.                 | Вер.                  | Жовт.                 | Лист.                 | Груд.                 | Рік                   |
| Середній максимум, °C | −2,2                  | 0,0                   | 7,2                   | 15,6                  | 22,2                  | 27,2                  | 30,0                  | 28,3                  | 24,4                  | 17,8                  | 7,8                   | 0,0                   | 14,9                  |
| Середній мінімум, °C  | −12,8                 | −10,6                 | −4,4                  | 2,2                   | 8,9                   | 14,4                  | 16,7                  | 15,6                  | 10,6                  | 4,4                   | −3,3                  | −10                   | 2,7                   |
| Норма опадів, мм      | 23                    | 25                    | 46                    | 74                    | 109                   | 122                   | 97                    | 102                   | 86                    | 56                    | 38                    | 25                    | 800                   |
| --------------------- | --------------------- | --------------------- | --------------------- | --------------------- | --------------------- | --------------------- | --------------------- | --------------------- | --------------------- | --------------------- | --------------------- | --------------------- | --------------------- |
| Джерело: Weatherbase  |                       |                       |                       |                       |                       |                       |                       |                       |                       |                       |                       |                       |                       |

## Демографія
Згідно з переписом 2010 року, у місті мешкало 1709 осіб у 773 домогосподарствах у складі 471 родини. Густота населення становила 157 осіб/км².  Було 916 помешкань (84/км²).
Расовий склад населення:
| - 98,4 % — білих - 0,4 % — азіатів - 0,2 % — чорних або афроамериканців - 0,1 % — корінних американців |

До двох чи більше рас належало 0,8 %. Частка іспаномовних становила 0,4 % від усіх жителів.
За віковим діапазоном населення розподілялося таким чином: 21,8 % — особи молодші 18 років, 52,8 % — особи у віці 18—64 років, 25,4 % — особи у віці 65 років та старші. Медіана віку мешканця становила 47,6 року. На 100 осіб жіночої статі у місті припадало 87,2 чоловіків;  на 100 жінок у віці від 18 років та старших — 82,9 чоловіків також старших 18 років.
Середній дохід на одне домашнє господарство  становив 52 940 доларів США (медіана — 42 450), а середній дохід на одну сім'ю — 65 250 доларів (медіана — 56 350). Медіана доходів становила 41 083 долари для чоловіків та 33 529 доларів для жінок. За межею бідності перебувало 16,5 % осіб, у тому числі 19,0 % дітей у віці до 18 років та 16,5 % осіб у віці 65 років та старших.
Цивільне працевлаштоване населення становило 819 осіб. Основні галузі зайнятості: освіта, охорона здоров'я та соціальна допомога — 30,9 %, роздрібна торгівля — 11,8 %, транспорт — 9,6 %, публічна адміністрація — 9,0 %.